# Rancate

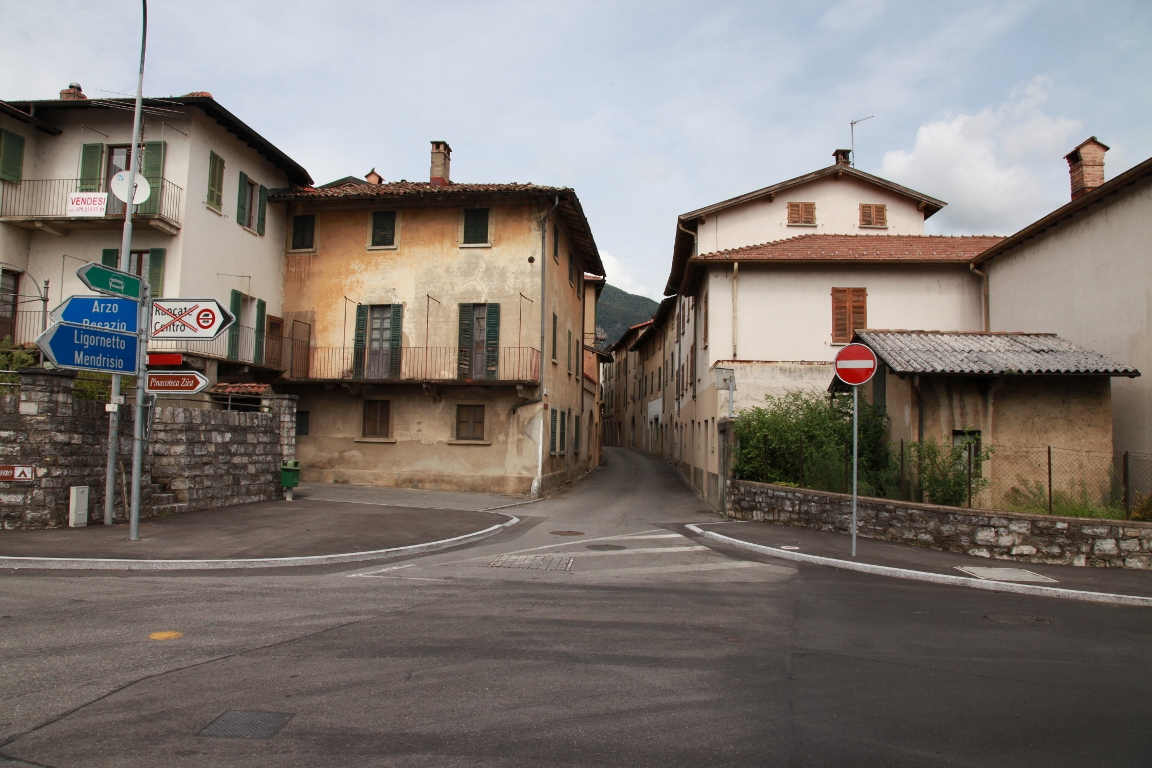
Rancate, Dorfeingang

Rancate war bis zum 4. April 2009 eine politische Gemeinde im Kreis Riva San Vitale, im Bezirk Mendrisio des Kantons Tessin in der Schweiz. Heute ist der Ort Teil der Gemeinde Mendrisio.

## Geographie

Werner Friedli: Rancate, historisches Luftbild (1946)

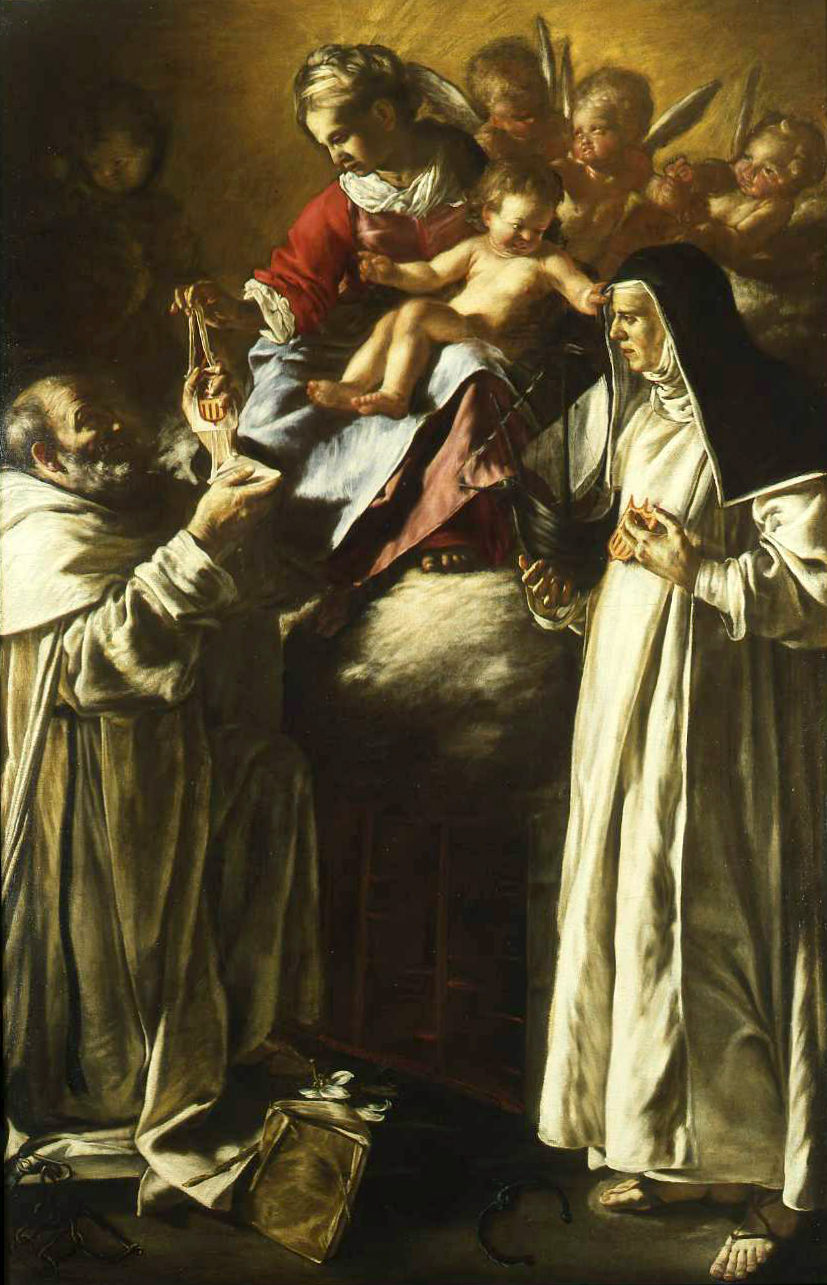
Kantonale Pinakothek Giovanni Züst: Giovanni Serodine: Madonna dei Mercedari

Der Ort liegt rund sechs Kilometer (Luftlinie) nordwestlich von Chiasso nahe der schweizerisch-italienischen Grenze. Durch den Ort fliesst der Laveggio.

## Geschichte
Der Ort wurde 1190 als Rancade erstmals erwähnt. Siedlungsspuren gehen bis auf das Altertum zurück. Im Mittelalter gehörte das Dorf zur Grafschaft Seprio und war vielleicht schon Ende des 13. Jahrhunderts eine Gemeinde, wird jedoch erstmals 1335 als solche erwähnt. 1798 trat es der kurzlebigen Republik Riva San Vitale bei. 1528 trennte sich das Dorf von der Pieve Riva San Vitale.

## Gemeindefusion
Am 25. November 2007 wurde die Fusion der Gemeinden Arzo, Capolago, Genestrerio, Mendrisio, Rancate und Tremona von deren Stimmberechtigten gutgeheissen. Sie haben sich per 5. April 2009 zur neuen Gemeinde Mendrisio zusammengeschlossen.

## Bevölkerung
Einwohnerzahlen: Volkszählungsdaten

## Sehenswürdigkeiten
Das Dorfbild ist im Inventar der schützenswerten Ortsbilder der Schweiz (ISOS) als schützenswertes Ortsbild der Schweiz von nationaler Bedeutung eingestuft.
- Pfarrkirche Santo Stefano aus dem 18. Jahrhundert[5]
- Säule mit Statue des Heiligen Stefanus[5]
- Altes Pfarrhaus (seit 1967 Kantonale Pinakothek Giovanni Züst)[6][7]; bewahrt u. a. die Öltafel Santo Stefano davanti ai giudici del Sinedrio (um 1525) des Malers Francesco De Tatti (* um 1490 in Varese; † vor 13. Januar 1532 ebenda),[8] das Gemälde Madonna dei Mercedari des Malers Giovanni Serodine und das Fresko Sibilla (1855) des Malers Antonio Rinaldi aus Tremona[9][10][5]
- Friedhofskapelle mit Fresko Anime purganti des Malers Antonio Rinaldi[5]
- Kirche San Giuseppe (römische Grabmäler in der Nähe) erbaut im 16. Jahrhundert mit Fresken an der Fassade; im Innenraum Marmoraltar und verschiedene Gemälde[5]
- Oratorium San Giovanni Battista im Ortsteil Pizzolo, mit Fresken des Malers Francesco Antonio Giorgioli[5]
- Villa Züst (ehemalige Pinakothek)[5]
- Alter Palast Della Croce dann Borsotti im Ortsteil Cantone[5]
- Faktorei della Tana[5].

## Sport
- Football Club Rancate[11]